# Котельне (Тотемський район)
Коте́льне (рос. Котельное) — селище у складі Тотемського району Вологодської області, Росія. Входить до складу Погоріловського сільського поселення.

## Населення
Населення — 39 осіб (2010; 56 у 2002).
Національний склад (станом на 2002 рік):
- росіяни — 95 %